# Domenico Germinale
Domenico Germinale (Treviso, 1987. június 3. –) olasz labdarúgócsatár.